# Les Bizots
Les Bizots – miejscowość i gmina we Francji, w regionie Burgundia-Franche-Comté, w departamencie Saona i Loara.
Według danych na rok 1990 gminę zamieszkiwały 472 osoby, a gęstość zaludnienia wynosiła 22 osoby/km² (wśród 2044 gmin Burgundii Les Bizots plasuje się na 478. miejscu pod względem liczby ludności, natomiast pod względem powierzchni na miejscu 395.).